# Bistum Teixeira de Freitas-Caravelas
Das Bistum Teixeira de Freitas-Caravelas (lateinisch Dioecesis Taxensis-Carabellensis, portugiesisch Diocese de Teixeira de Freitas-Caravelas) ist eine in Brasilien gelegene römisch-katholische Diözese mit Sitz in Teixeira de Freitas im Bundesstaat Bahia.

## Geschichte
Das Bistum Teixeira de Freitas-Caravelas wurde am 21. Juli 1962 durch Papst Johannes XXIII. mit der Apostolischen Konstitution Omnium Ecclesiarum aus Gebietsabtretungen des Bistums Ilhéus als Bistum Caravelas errichtet. Es wurde dem Erzbistum São Salvador da Bahia als Suffraganbistum unterstellt.
Am 18. April 1983 wurde das Bistum Caravelas in Bistum Teixeira de Freitas-Caravelas umbenannt. Das Bistum Teixeira de Freitas-Caravelas gab am 12. Juni 1996 Teile seines Territoriums zur Gründung des Bistums Eunápolis ab.

## Ordinarien

### Bischöfe von Caravelas
- Filippo Tiago Broers OFM, 1963–1983

### Bischöfe von Teixeira de Freitas-Caravelas
- Antônio Eliseu Zuqueto OFMCap, 1983–2005
- Carlos Alberto dos Santos, 2005–2017, dann Bischof von Itabuna
- Jailton de Oliveira Lino PSDP, 2017–2025, dann Bischof von Itabuna
  - Sedisvakanz seit 25. Februar 2025